# Pilularia bokkeveldensis
Pilularia bokkeveldensis là một loài dương xỉ trong họ Marsileaceae. Loài này được N.R. Crouch mô tả khoa học đầu tiên năm 2011.
Danh pháp khoa học của loài này chưa được làm sáng tỏ. 